# Wayai
 (septembre 2018).
Si vous disposez d'ouvrages ou d'articles de référence ou si vous connaissez des sites web de qualité traitant du thème abordé ici, merci de compléter l'article en donnant les références utiles à sa vérifiabilité et en les liant à la section « Notes et références ».
Pour les articles homonymes, voir Wayai (homonymie).
Le Wayai est un ruisseau de la Région Wallonne en Belgique, affluent de la Hoëgne en rive gauche, donc sous-affluent de la Meuse par l'Ourthe, la Vesdre et la Hoegne.

## Parcours
Prenant ses sources sur les hauteurs de Spa près de l'aérodrome, dans la forêt appelée Bois des vieilles fagnes à 4 kilomètres au sud du hameau de Wayai, il traverse la ville de Spa, reçoit l'Eau Rouge à Marteau, le ruisseau de Chawion puis rejoint Theux où il se jette dans la Hoëgne. Spa ayant subi dans le passé de nombreuses crues catastrophiques, le lac de Warfaaz a été créé en amont pour réguler le débit de la rivière.
Depuis 1880 son parcours est partiellement recouvert dans la traversée de la ville de Spa.
- Crue de référence 2011 : 39,225 m3/s[1]

## Crue
Le 1er juin 2018, par suite d'importantes pluies en région liégeoise, le Wayai déborde notamment dans la ville de Spa (où son lit majeur est plus étroit, alors qu'à Theux il est plus large). Vers 10 h 40 de l'eau empêche toute circulation dans le centre de Spa, la cause étant probablement le fait que la rivière était trop chargée pour pouvoir entrer dans les souterrains de la ville.
Jusqu'à 11 heures le niveau de l'eau monte dans le centre, entraînant la fermeture de l'office du tourisme et de la ligne de chemin de fer reliant Theux et Spa. Certaines écoles ont été fermées.

## Galerie

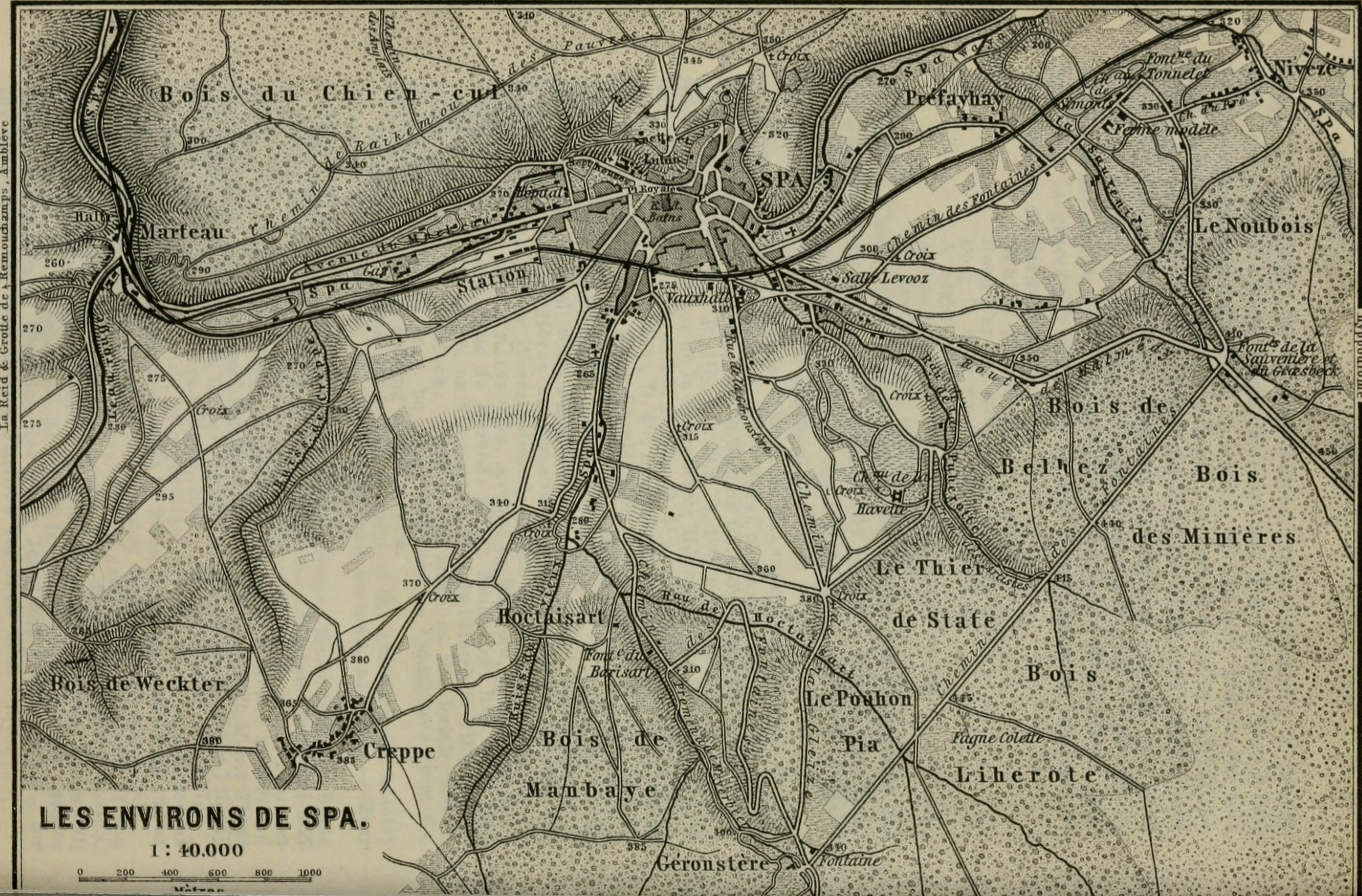
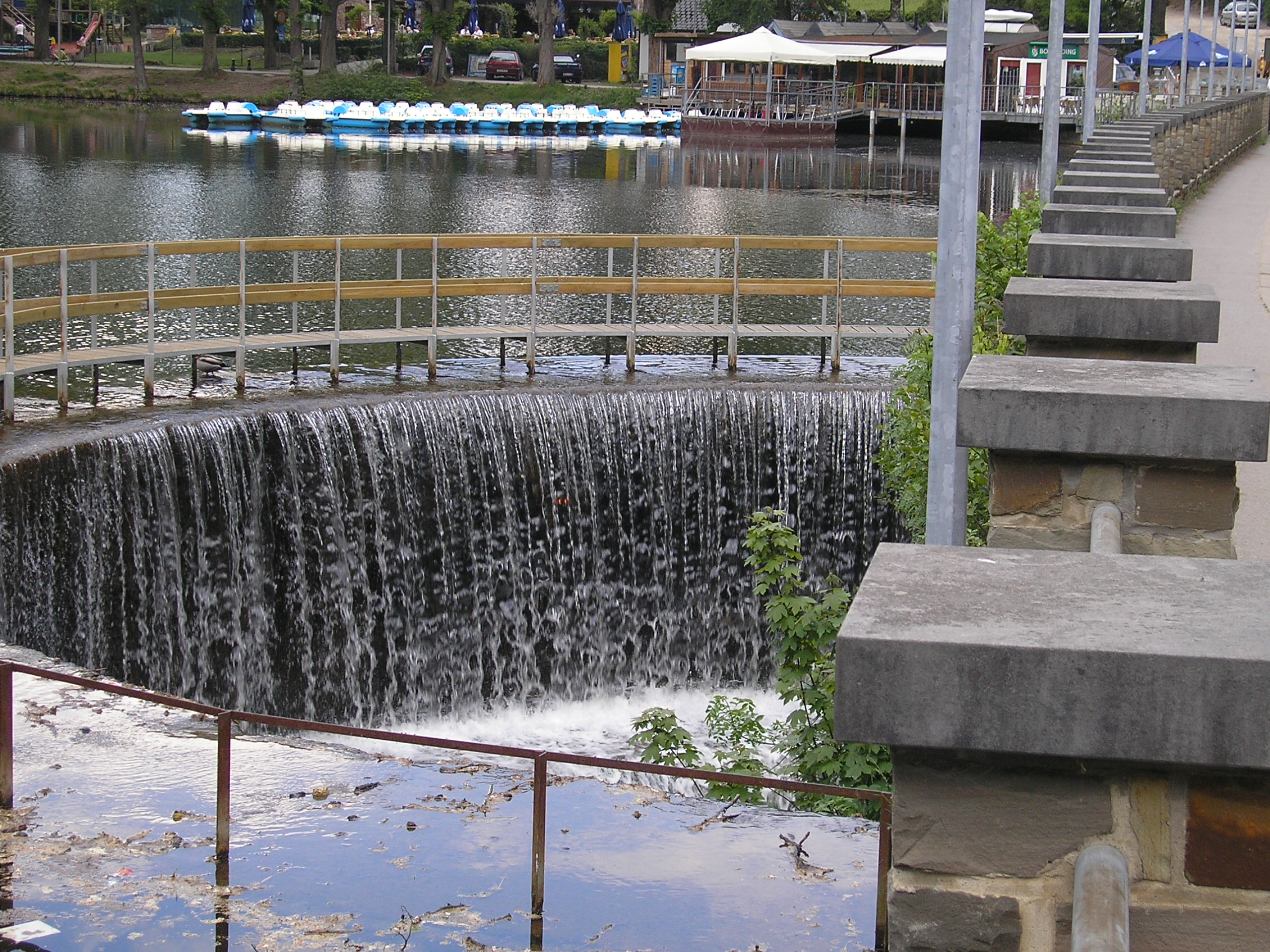
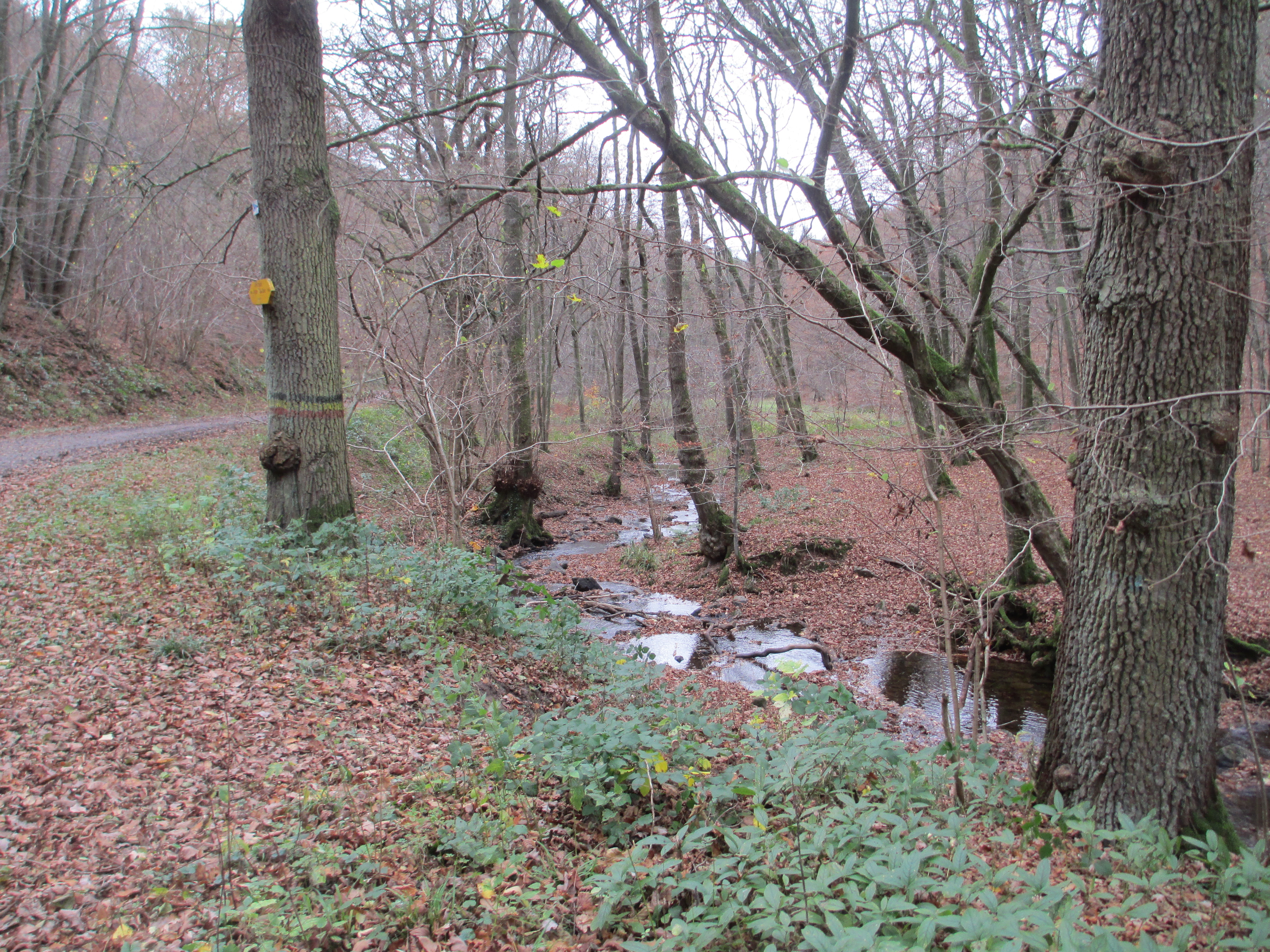